# Richard Dacoury
Richard Dacoury (Abiyán, Costa de Marfil, 6 de julio de 1959) es un ex baloncestista francés de origen marfileño. Con una altura de 1,95 cm su posición en la cancha era la de alero. 

## Clubes
- 1977-78 Lion
- 1978-96 LNB. CSP Limoges.
- 1996-98 LNB. Paris Basket Racing.

## Palmarés
- Liga de Francia: 9

CSP Limoges:  1982-83, 1983-84, 1984-85, 1987-88, 1988-89, 1989-90, 1992-93, 1993-94
PSG Racing: 1996-97
- Copa de baloncesto de Francia: 2

CSP Limoges: 1994, 1995
- Copa de Europa: 1

CSP Limoges: 1992-93
- Recopa: 1

CSP Limoges: 1988
- Copa Korac: 2

CSP Limoges: 1982 y 1983